# Annette Ahrens
Annette Ahrens (* 1972 in Wien) ist eine österreichische Kunsthistorikerin und Expertin für historische und aktuelle Tischkultur (Porzellan, Tafelsilber etc.).
Ahrens ist zweisprachig (deutsch und tschechisch) aufgewachsen und studierte Ökonomie und Kunstgeschichte in Prag und Wien. Sie forscht über und handelt mit Objekten der Tafeldekoration seit 1700 (Silber, Porzellan, Glas). Zahlreiche Publikationen – hauptsächlich Katalogbeiträge im Rahmen ihrer Tätigkeit für das Museum für angewandte Kunst in Wien, das Marton-Museum in Zagreb, das Musée national de Céramique – Sèvres bei Paris, sowie das Kunstgewerbemuseum in Prag und in Brünn. Von 2006 bis 2009 absolvierte Ahrens eine Forschungsassistenz der „Melinda and Paul Sullivan Foundation for the Decorative Arts“ in Hartford (Connecticut) (Forschungsfeld: das Porzellan aus der Wiener Manufaktur des Claudius Innocentius du Paquier).

## Werke
Ahrens wirkte an der Gestaltung zahlreicher Ausstellungen und ihrer Kataloge mit, beispielsweise an den folgenden:
- Budapest 2011: Ausstellungskatalog in ungarischer Sprache: „Fragile Harmony“, Ausstellung im Múzeum Iparművészeti, Budapest, 16. Juni – 11. Oktober 2011
- Prag 2011: „Porzellan als Ausdruck der Tafelkultur“ und „Porzellan aus der Silberkammer in Wien“ in: Sojka, Jaroslav (Hg.), Porcelán na Pražském hradě, Praha 2011[1]
- München 2011: „Der imaginäre Garten zu Tisch“, in: Ausgewählte Werke, Frühe deutsche Porzellane, Kunst  und Einrichtungen des 18. Jahrhunderts, Kunsthandel Röbbig München 2011
- Wien 2011: Texte in: Kräftner, Johann (Hg.), Zeremonien, Feste, Kostüme, Die Wiener Porzellanfigur in der Regierungszeit Maria Theresias, Liechtenstein Museum Wien 2011[2]
- Venedig 2011: „L’incanto dell’oro bianco. Porcellane dal Museo Marton“ presente a Palazzo Querini Stampalia fino al 27 marzo 2011.[3]
- Venedig 2010: Ausstellung und Katalog im Palazzo Querini-Stampaglia, Venedig, 2010
- Stuttgart 2009: Mitarbeit an: Meredith Chilton/Claudia Lehner-Jobst (Hg.), Fired by Passion, Barockes Wiener Porzellan unter Claudius Innocentius du Paquier, Stuttgart 2009
- London 2008: Eighteenth century „Kaufruf“ of the Viennese porcelain Manufactory in the Marton Collection in: Veljko Marton (Hg.), European Porcelain from the Marton-Museum Collection, Embassy of Croatia, London 2008